# Breitenfeldsgatan

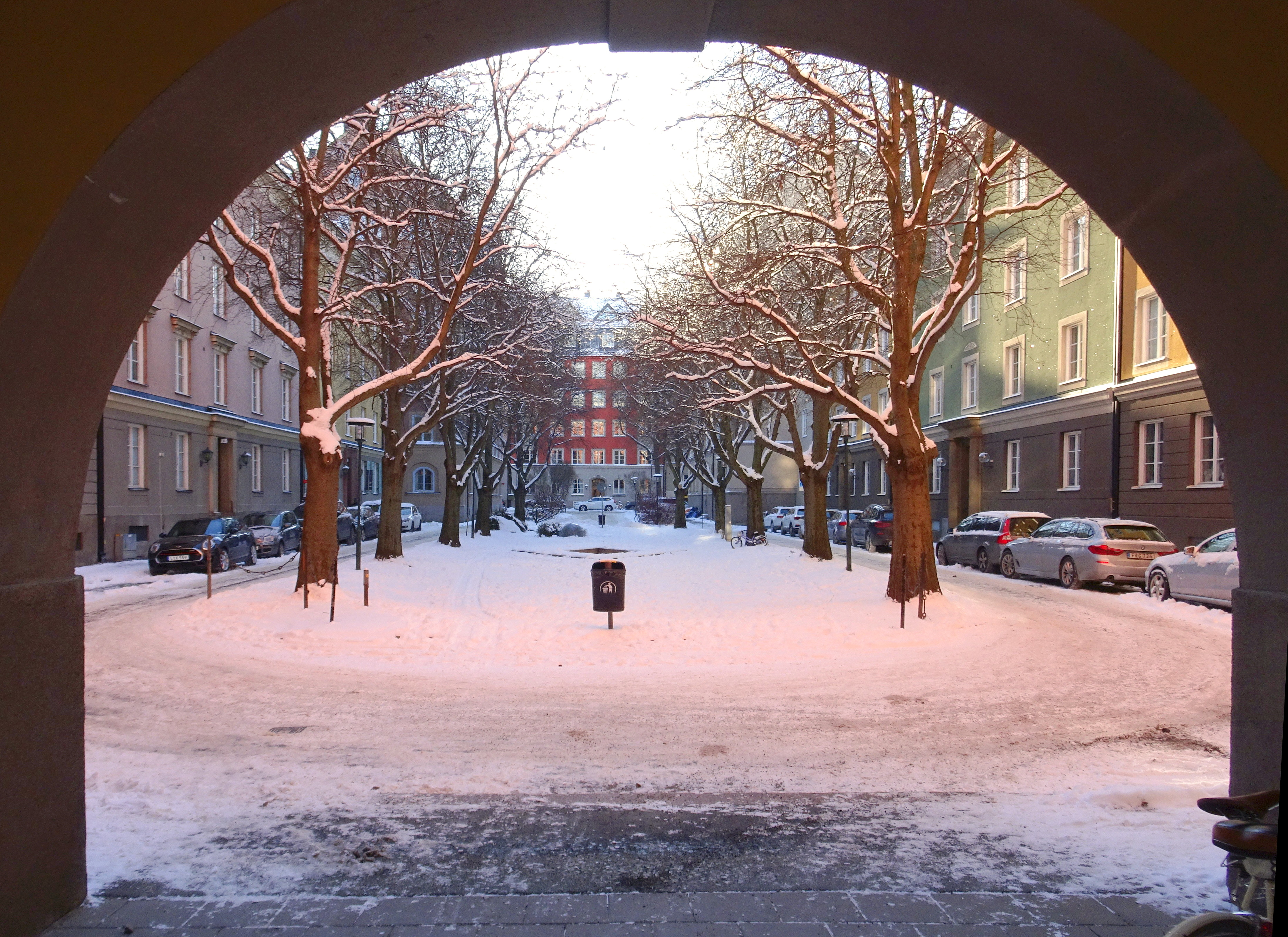
Breitenfeldsgatan söderut från valvet till Valhallavägen, januari 2021.

Breitenfeldsgatan är en gata på Östermalm i Stockholms innerstad, strax nordost om Karlaplan. Gatan, som fått sitt namn efter slaget vid Breitenfeld i det Trettioåriga kriget utgår från Wittstocksgatan är 100 meter lång och återvändsgata. Ett gångvalv leder dock igenom en av huskropparna till Valhallavägen.

## Historik
Gatan namngavs 1912 men anlades först 1922 efter en ändring av Per-Olof Hallmans stadsplan från 1911 (se Stadsplan för Karlaplans norra del). Ursprungligen var kvarteret tänkt för stora maximalt utnyttjade tomter med höga bostadshus. I samband med första världskriget minskade intresset för stora byggprojekt och en ny, mera moderat stadsplan med mindre tomter och lägre hushöjd togs fram 1915. Genom den vidgade Breitenfeldsgatan ordnades en intim bostadsgata med en öppen planerad plats med springbrunn i mitten. Det hela avslutades i fonden mot Valhallavägen med ett portvalv.
De små hyreshusen uppfördes 1922–1923 enligt ritningar av Sven Wallander. De fick en enhetligt utförande i fyra våningar och gemensam taklist och symmetri i fönster- och portplaceringar med drag av vid tiden rådande 1920-talsklassicism. Det var små lägenheter om 1–4 rum och kök, men samtliga hade badrum. Gatan har bevarat sin ursprungliga karaktär och är i likhet med den närliggande Tysta gatan ett avbrott i den omgivande höga stenstaden. De högre husen vid gatans början ritades av arkitekt Carl Åkerblad (nr 1) respektive Anton Wallby (nr 2).
Samtliga byggnader längs Breitenfeldsgatan bedöms av Stadsmuseet i Stockholm ha "synnerligen höga kulturhistoriska värden" och är blåmärkta.

## Bilder
Breitenfeldsgatan upp och ner.

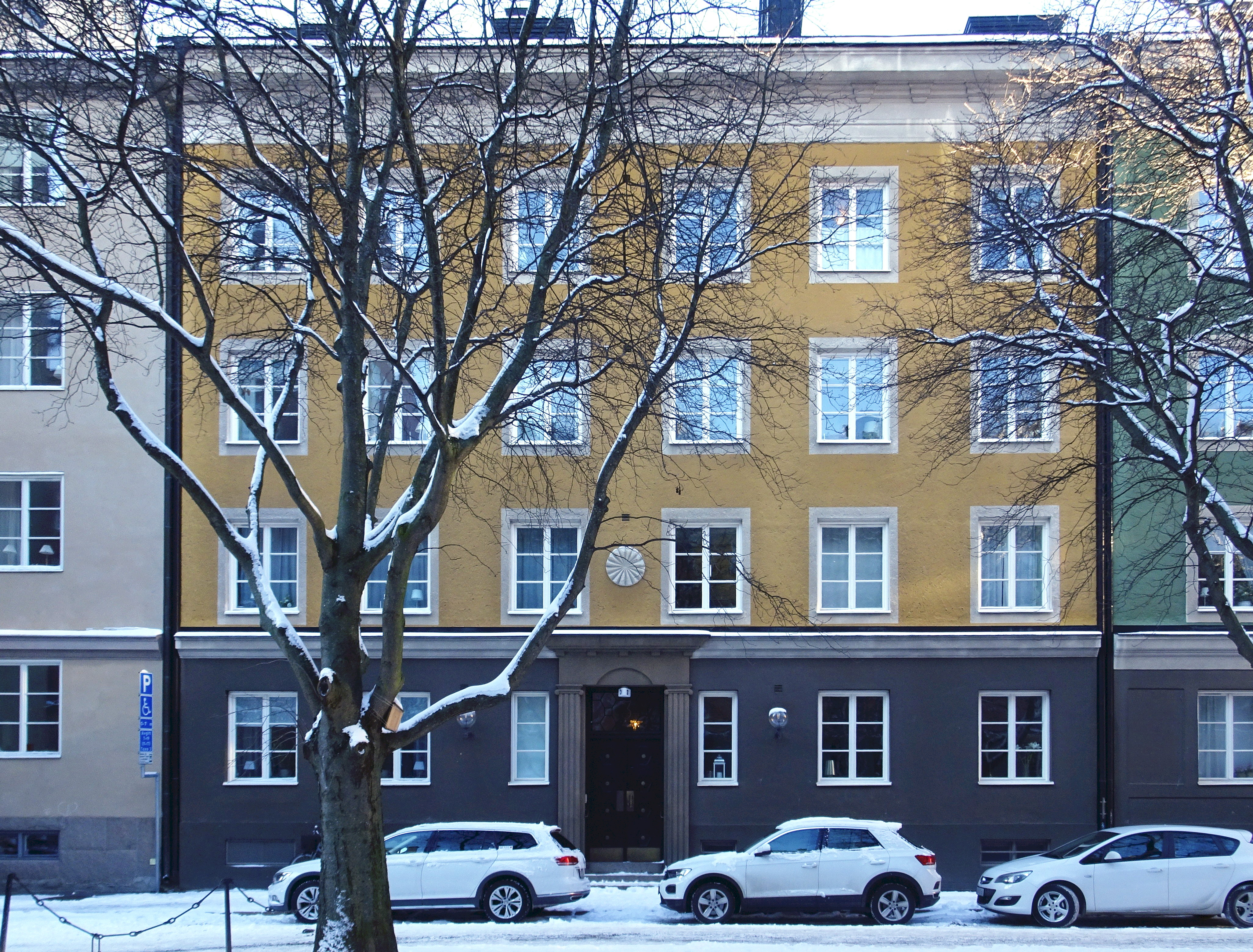
Nummer 3.
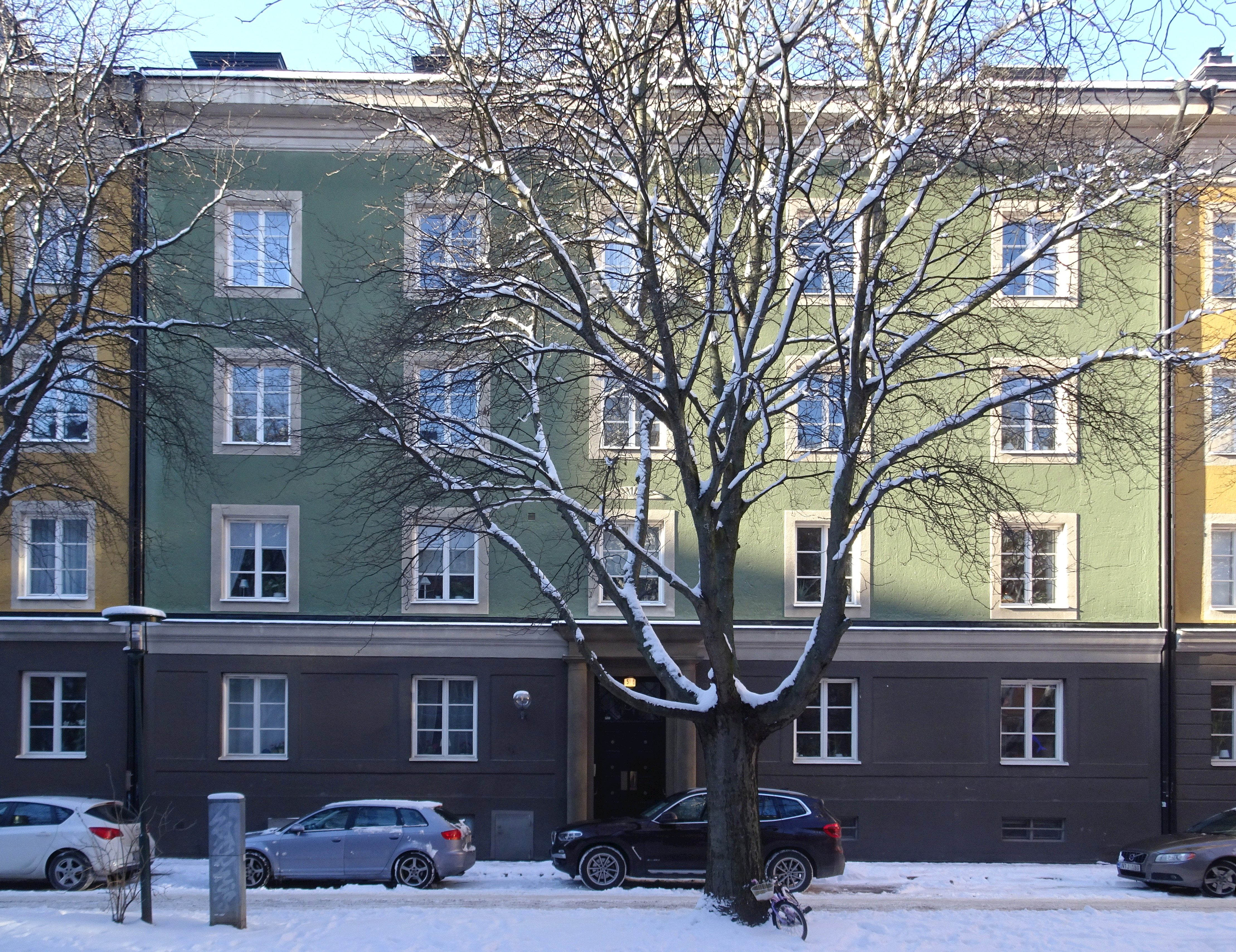
Nummer 5.
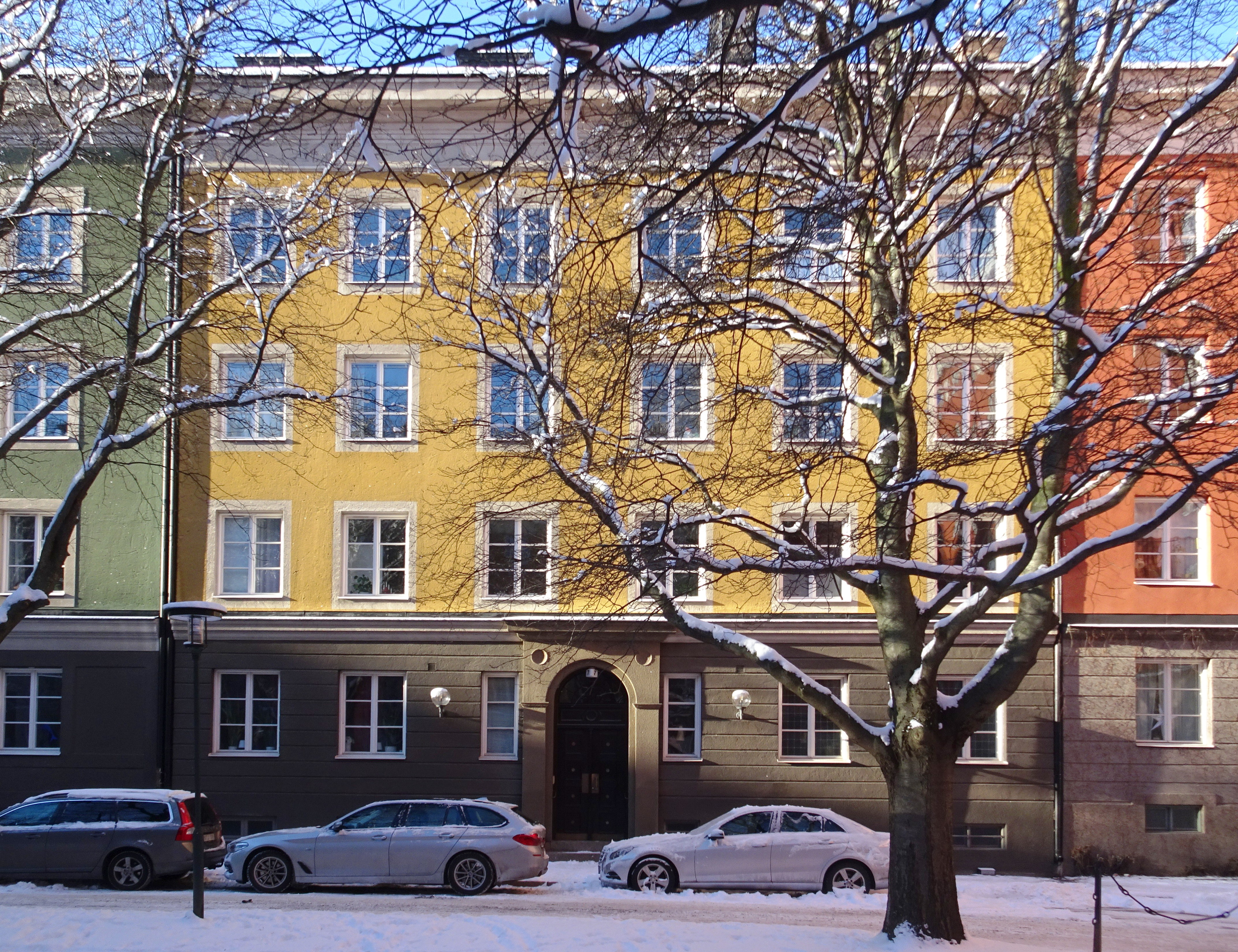
Nummer 7.
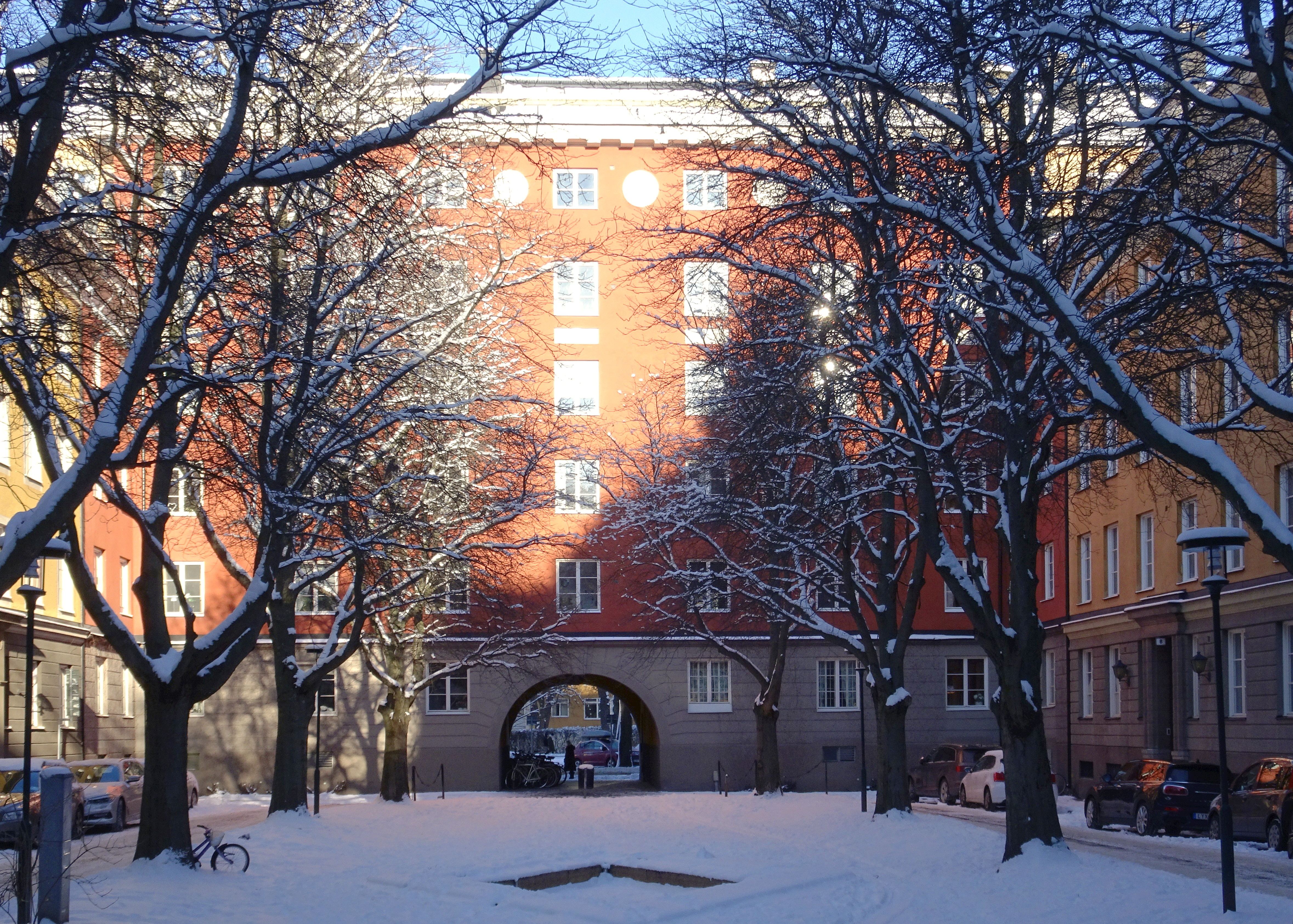
Fondbyggnaden mot Valhallavägen.

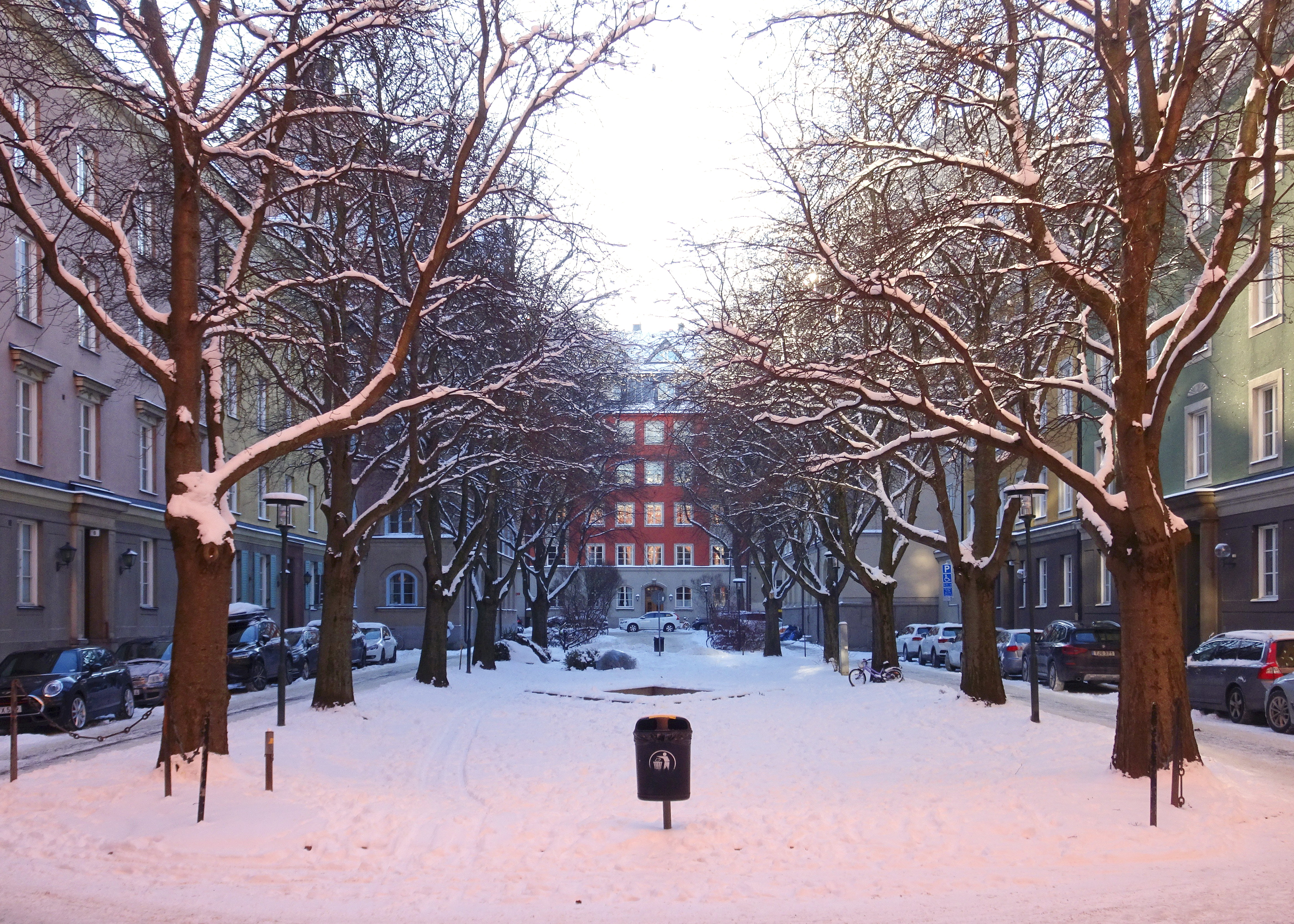
Breitfeldsgatan mot Wittstocksgatan.
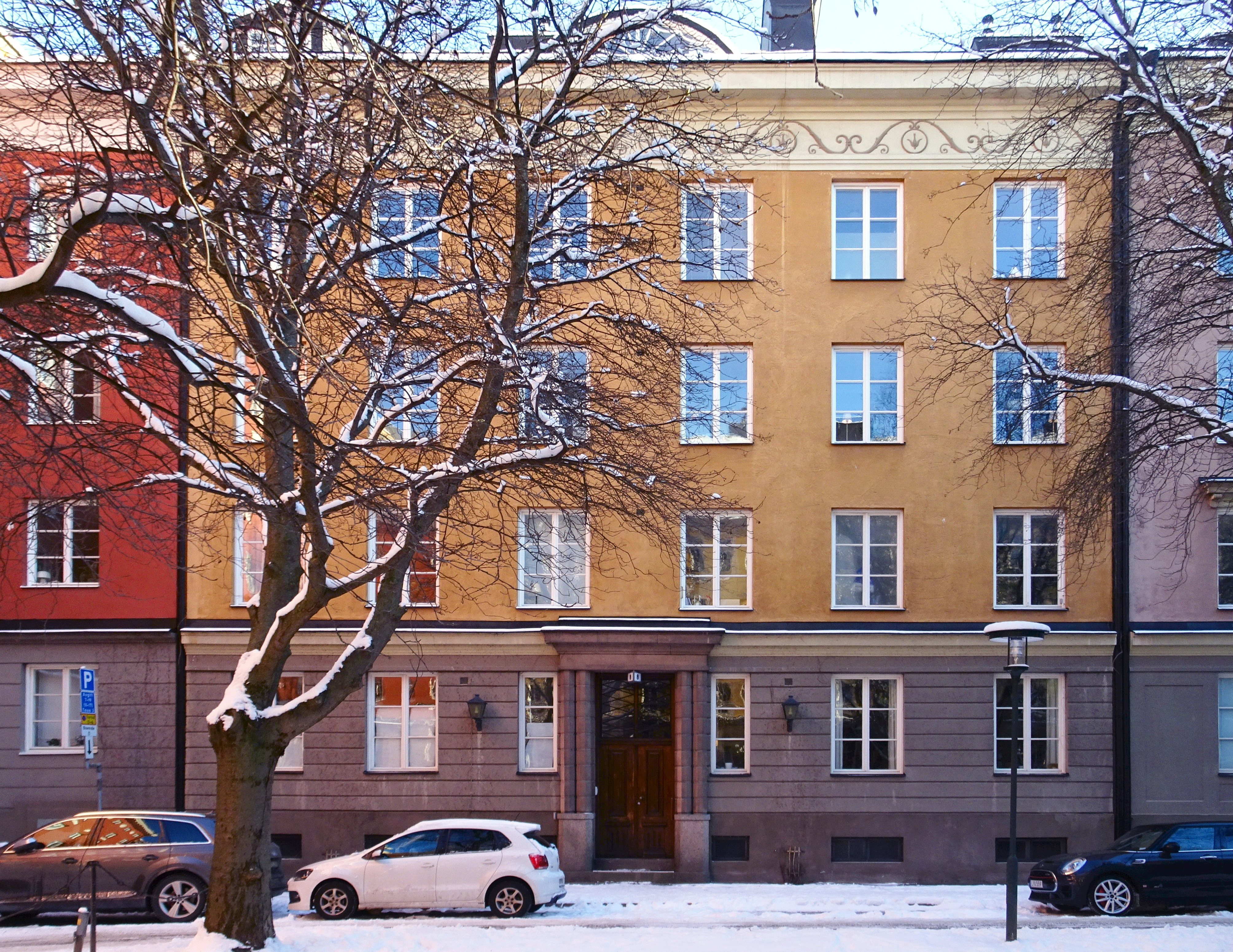
Nummer 8.
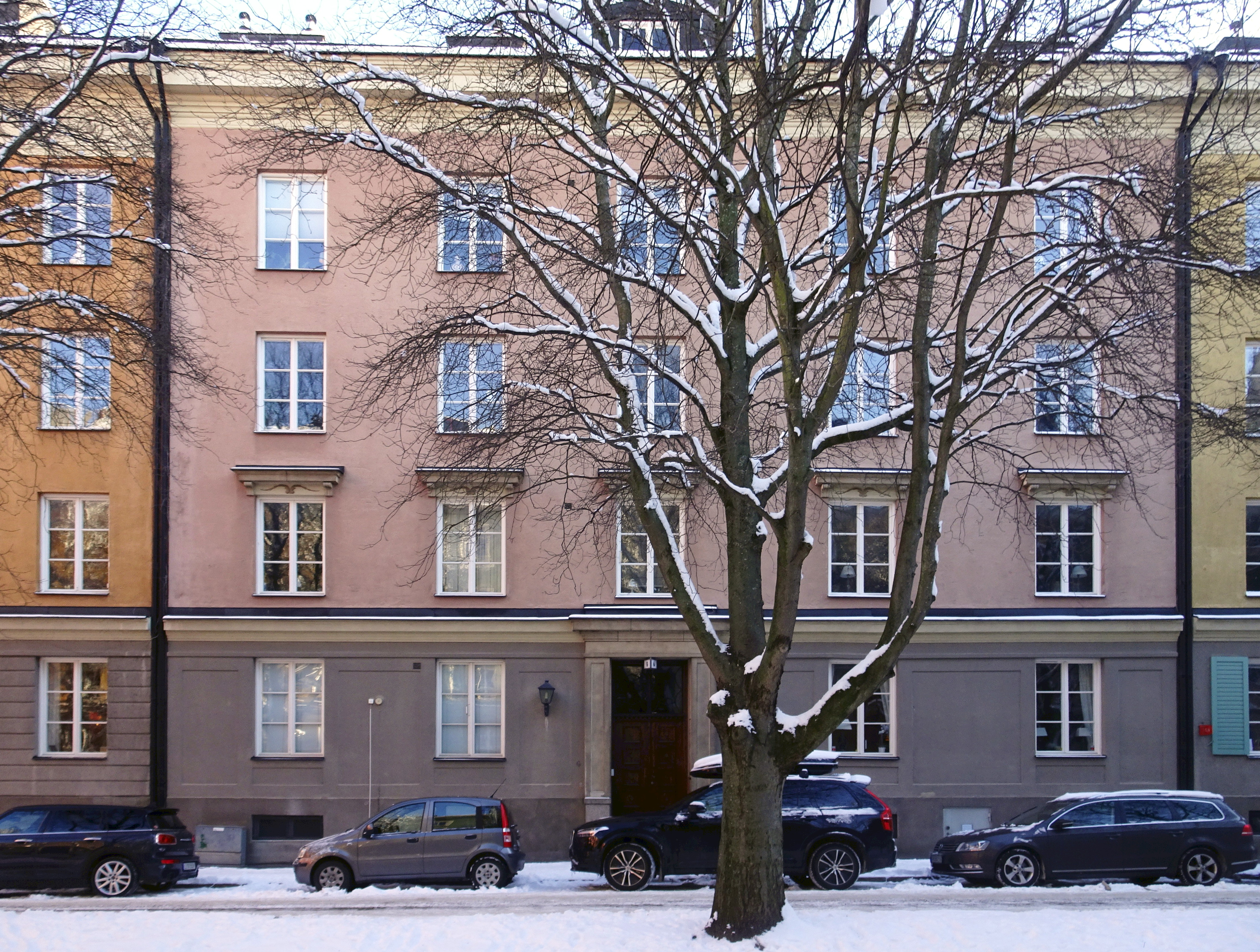
Nummer 6.
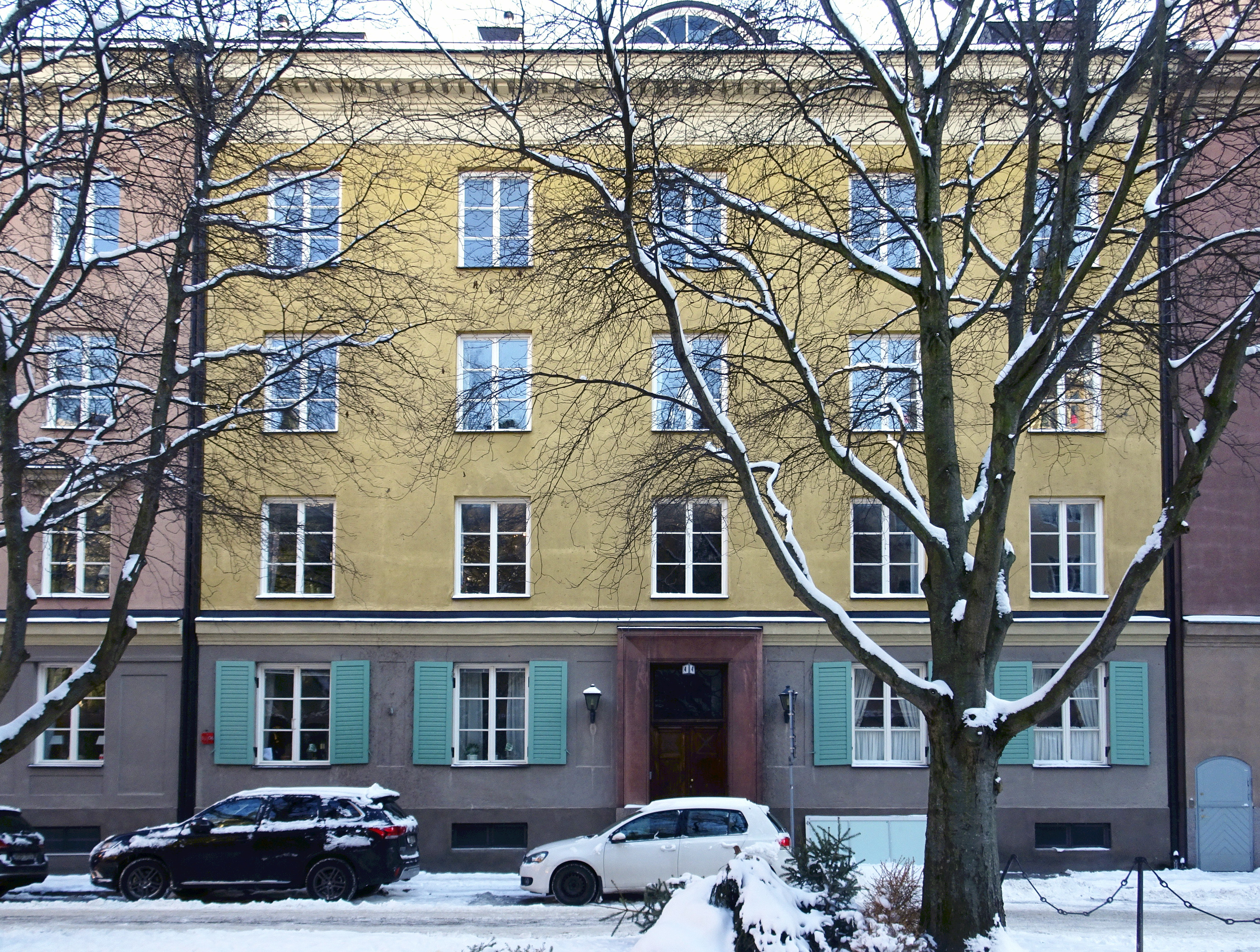
Nummer 4.